# مرتضى بورعليغنجي
مرتضى بورعليغنجي ((بالفارسية: مرتضی پورعلی‌گنجی)؛ مواليد 19 أبريل 1992) لاعب كرة قدم إيراني يجيد اللعب في مركز قلب الدفاع أو محور الوسط مع منتخب إيران الوطني.

## روابط خارجية
- مرتضى بورعليغنجي على موقع الاتحاد الدولي (مؤرشف)  (الإنجليزية)
- مرتضى بورعليغنجي على موقع قاعدة بيانات كرة القدم.إي يو (الإنجليزية)
- مرتضى بورعليغنجي على موقع ليكيب (الفرنسية)
- مرتضى بورعليغنجي على موقع ناشيونال فوتبول تيمز (الإنجليزية)
- مرتضى بورعليغنجي على موقع Soccerway.com (الإنجليزية)
- مرتضى بورعليغنجي على موقع عالم كرة القدم.نت (الإنجليزية)
- مرتضى بورعليغنجي على موقع كووورة